# Tomara
Tomara (hindi - तँवर , तोमर) (anche Tanwar e Tuar in dialetto locale) è un clan Hindu, i cui membri ebbero parte nel governo del nord dell'India in tempi diversi. I tomara dichiarano di discendere dalla linea Puruvanshi 
della dinastia lunare di Indraprastha dei tempi del Mahābhārata. Essa comprende Rajput, Gurjar e Jat del nord India.

## Storia

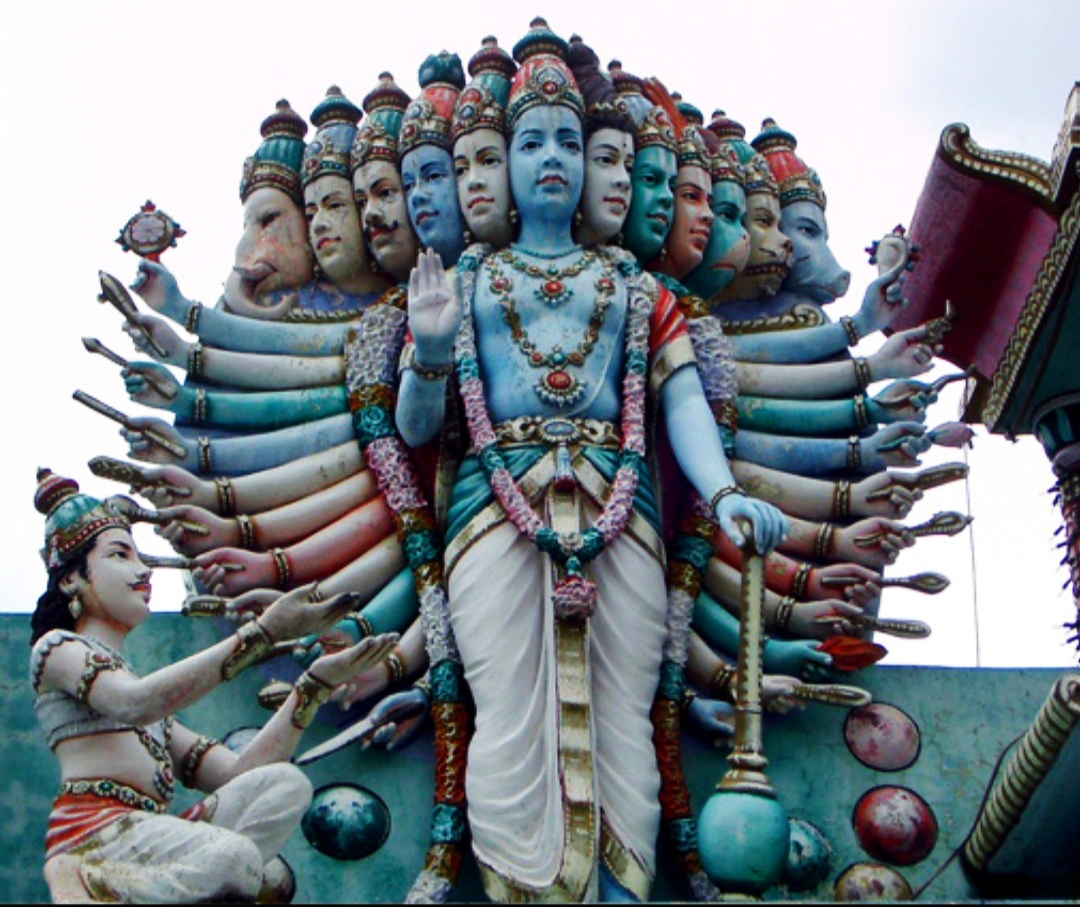
Krishna si mostra, nella sua Vishvarupa (forma universale), ad Arjuna sul campo di battaglia di Kurukshetra.

### Purana e leggende
Secondo le genealogie storiche del purāṇa, i tomara sono i discendenti del principe Pandava Arjuna, per mezzo del suo pronipote imperatore Janamejaya, figlio di Parikshit. 
Il principe Dhritrashtra, cieco dalla nascita e figlio maggiore del Vichitraveer di Kuru, abdicò al trono in favore del fratello minore Pandu i cui figli sono stati chiamati Pandav. Re Pandu abdicò a sua volta in favore del fratello maggiore a causa del suo cattivo stato di salute. I loro figli vennero coinvolti in una grande battaglia e alla fine Yudhishthira divenne il re dopo aver sconfitto Duyodhana.
Re Yudhishtra fondò la città di Indraprastha nel regno di Kuru e abdicò quindi in favore di Parikshit, nipote di suo fratello Arjuna. La capitale, dopo la guerra del Mahabharata, rimase Hastinapur, che fu in seguito inondata e di conseguenza venne spostata verso oriente ai tempi di re Nishchakra. Indraprastha rimase una delle principali città dell'impero Kuru-Panchala per molti secoli ancora. Il regno di Kuru fu uno dei 16 Janapads Maha (o grandi stati), sotto l'Impero Magadh, intorno al 300. Re Kshemaka, XXVIII in ordine di discendenza da Yudhisthira, fu l'ultimo monarca ad avere il dominio assoluto sul regno Kuru; venne detronizzato dai suoi ministri ed i suoi figli vennero scacciati e inviati vicino al fiume Godavari nel sud dell'India. Suo nipote Uttungabhuja  creò un piccolo regno vicino a Godavari ed i suoi discendenti, in tempi successivi, si reinstallarono nuovamente ad Indraprastha alcuni secoli dopo, sotto Anangpal Tomar I nell'VIII secolo.

### Medioevo - I millennio
Lo storico Augustus Hoernle fu dell'opinione che i tomara erano uno dei clan dei Gurjar nel regno Gurjara-Pratihara del nord dell'India dal IV all'VIII secolo.
L'antico regno Kuru continuò ad esistere nell'epoca in cui l'India era governata dai re Gupta e rimase uno dei 18 Grandi Stati sotto i re Gupta. Tuttavia, il lignaggio e l'esistenza del clan precede l'entrata dei Gurjara nel subcontinente indiano di due millenni, e potrebbero pertanto essere stati partner alleati dell'impero.

### Indraprastha - Delhi
L'attuale città di Delhi si crede possa essere sul sito dell'allora Indraprastha. Essa venne fondata nel 736 dal re Tomara, Anangpal Tomar-I che rifondò l'antica capitale Pandava.

### Samrat Anangpal Tomar
La dinastia Tomara di Delhi durò fino a Anangpal Tomar-II. Parte della sua eredità fu la costruzione del Lal Kot, una cinta muraria fortificata intorno a Delhi, forse in relazione alle incursioni di Mahmud di Ghazni. Questa è una delle più antiche strutture difensive della città di Delhi. Anangpal Tomar II nominò suo erede suo nipote (figlio della sorella e del re di Ajmer), Prithviraj Chauhan. Alcuni storici credono che Prithvaraj sia stato semplicemente un re custode fino a quando suo nonno fu in vita. Prithviraj non venne mai incoronato a Delhi, quindi prende corpo l'ipotesi che egli abbia usurpato il trono del nonno materno. Anangpal Tomar II aveva 23 fratelli e ognuno di essi avevano un territorio di proprietà.
Secondo i registri tenuti da bardo (o Jagas), re Anangpal Tomar nominò Prithviraj Chauhan solo come suo supplente quando si recò in pellegrinaggio religioso, visto che i suoi figli erano ancora molto piccoli in quell'epoca. Quando il re ritornò, Prithviraj si rifiutò di consegnare il regno a suo nonno. Qualunque sia la circostanza, il clan Chauhan fu in grado di stabilire saldamente il controllo verso la metà del XII secolo.

### Migrazione Tomara dopo la caduta del regime di Delhi
A seguito della perdita del controllo su Delhi dopo la sconfitta di Tarain della Confederazione indiana contro Shahbuddin Ghori, i tre scion di Delhi (Tomar) lasciarono Delhi e si stabilirono a:
- Achalgarh e dopo a Patan-Tanwarawati - Rao Salivahaanji Tomar.
- Tuargarh, Narwar - Attuale distretto Morena - Rao Tonpalji Tomar.
  - Successivamente - Rao Virsingh Deo ed il suo discendente Man Singh Tomar costruirono una fortezza ancora oggi esistente. L'imperatore Mogul Akbar prese Gwalior nel 1559.
- Runija vicino a Jaisalmer, è ora famosa per il santo Tomar Baba Ramdevji - Raja Ajmalji Tomar.

Anche a causa delle pesanti invasioni da ovest, molte comunità di Tomar migrarono verso le regioni più sicure ad est. La maggior parte di questi immigrati Tomar adottarono la casta Vaishya e il nome di un sovrano antenato di spicco della loro comunità.